# Phauda fortunii
Phauda fortunii is een vlinder uit de familie Phaudidae. De wetenschappelijke naam van de soort is voor het eerst geldig gepubliceerd in 1854 door Gottlieb August Wilhelm Herrich-Schäffer.